# Сан-Костантіно-Калабро
Сан-Костантіно-Калабро (італ. San Costantino Calabro, сиц. San Costantinu) — муніципалітет в Італії, у регіоні Калабрія,  провінція Вібо-Валентія.
Сан-Костантіно-Калабро розташований на відстані близько 480 км на південний схід від Рима, 55 км на південний захід від Катандзаро, 4 км на південь від Вібо-Валентії.
Населення — 2218 осіб (2014).
Щорічний фестиваль відбувається 21 травня. Покровитель — San Costantino Vescovo.

## Демографія
Населення за роками:

Станом на 1 січня 2023 року в муніципалітеті офіційно проживало 107 іноземців з 8 країн, серед них 47 громадян країн Євросоюзу.

## Сусідні муніципалітети
- Франчика
- Йонаді
- Мілето
- Сан-Грегоріо-д'Іппона